# Steve Barron

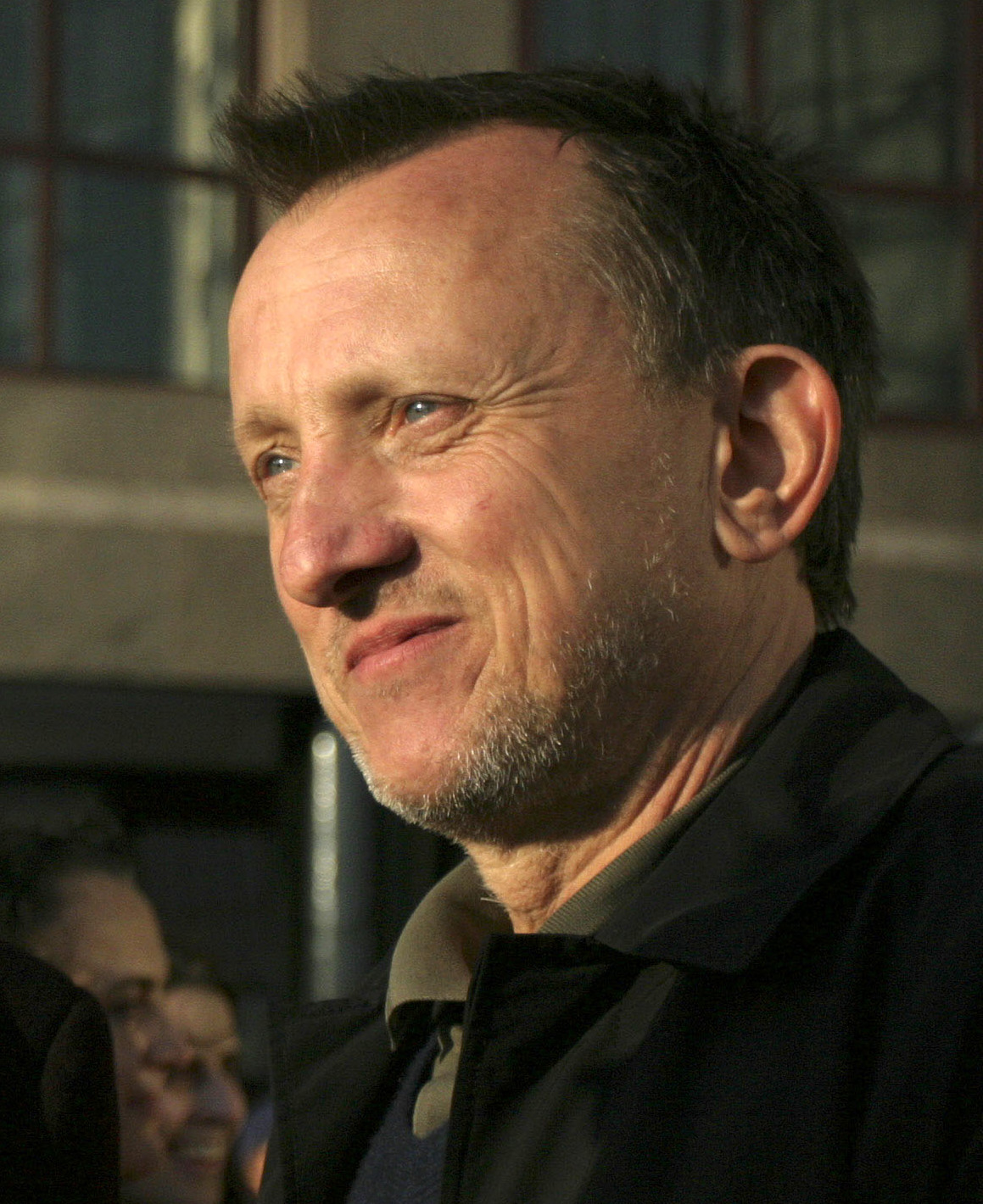
Steve Barron (2009)

Steve Barron (* 4. Mai 1956 in Dublin, Irland) ist ein irischer Regisseur für Spielfilme und Musikvideos sowie Filmproduzent.

## Leben
Barron, Sohn der britischen Filmemacherin Zelda Barron (1929–2006), begann Ende der 1970er Jahre, Musikvideos für britische New-Wave-Bands wie The Jam, Adam & the Ants, The Human League, OMD und Heaven 17 zu drehen. In den 1980er Jahren war er einer der international erfolgreichsten Musikvideoregisseure. Er drehte unter anderem Clips für Toto (Rosanna, Africa), Tears for Fears (Mad World), Madonna (Burning Up), Michael Jackson (Billie Jean), Bryan Adams (This Time, Cuts Like a Knife, Run to You, Heaven, Summer of ’69), Rod Stewart (Baby Jane), a-ha (Take On Me, The Sun Always Shines on T.V., Hunting High and Low, Cry Wolf, The Living Daylights, Butterfly, Butterfly (The Last Hurrah)), Dire Straits (Money for Nothing) und David Bowie (Underground, As the World Falls Down).
1984 drehte er seinen ersten Spielfilm Electric Dreams, und seit Beginn der 1990er Jahre arbeitet Barron vor allem als Film- und Fernsehregisseur. Für die Miniserie Merlin wurde er für den Emmy und den DGA Award nominiert.
Für das Musikvideo zu Take On Me wurde er bei den MTV Video Music Awards 1986 mit dem Regiepreis ausgezeichnet.

## Filmografie (Auswahl)
- 1984: Electric Dreams (Electric Dreams)
- 1990: Turtles (Teenage Mutant Ninja Turtles)
- 1993: Die Coneheads (Coneheads)
- 1996: Die Legende von Pinocchio (The Adventures of Pinocchio)
- 1998: Merlin (Merlin)
- 2000: Arabian Nights – Abenteuer aus 1001 Nacht (Arabian Nights)
- 2000: Rat
- 2001: Mike Bassett: England Manager
- 2003: DreamKeeper (Fernsehfilm)
- 2006: Choking Man
- 2012: Die Schatzinsel (Treasure Island)
- 2013: Delete – Das Cyber-Armageddon (Delete, Fernsehzweiteiler)
- 2016: Mike Bassett: Interim Manager
- 2016–2019: The Durrells (Fernsehserie, 9 Episoden)
- 2019: Supervized
- 2021: In 80 Tagen um die Welt (8 Episoden)